# Cyrus Patschke
Pour les articles homonymes, voir Patschke.
Cyrus Patschke est un pilote automobile américain, né le 6 juillet 1888 à Lebanon (Pennsylvanie) et mort le 6 mai 1951 dans la même ville (où il vécut toute sa vie), à 63 ans.

## Biographie
Il disputa des compétitions automobiles de 1908 à 1914. Ami de Barney Oldfield et d'Eddie Rickenbacker, il était mécanicien de formation. 
Ses deux premières victoires eurent lieu en juin 1908 à Jamaica (Queens), sur 1 et 2 milles avec une Acme, puis trois mois plus tard il fut encore deuxième avec la voiture au Founders Day Trophy de 195 milles disputé au Fairmount Park de Philadelphie.
Il s'est alors imposé à deux reprises dans les 24 Heures de Brighton Beach (première apparition en octobre 1908 avec C.B. Rogers), en 1909 (octobre) avec Ralph Mulford (sur Lozier 60HP 6 cylindres), et en 1910 avec Al Poole (sur Stearns 30-60 Six racecar, pour la huitième et dernière des éditions de cette épreuve d'endurance), terminant encore 3e en  1909 (août) avec Charles Bowers (sur Acme)."

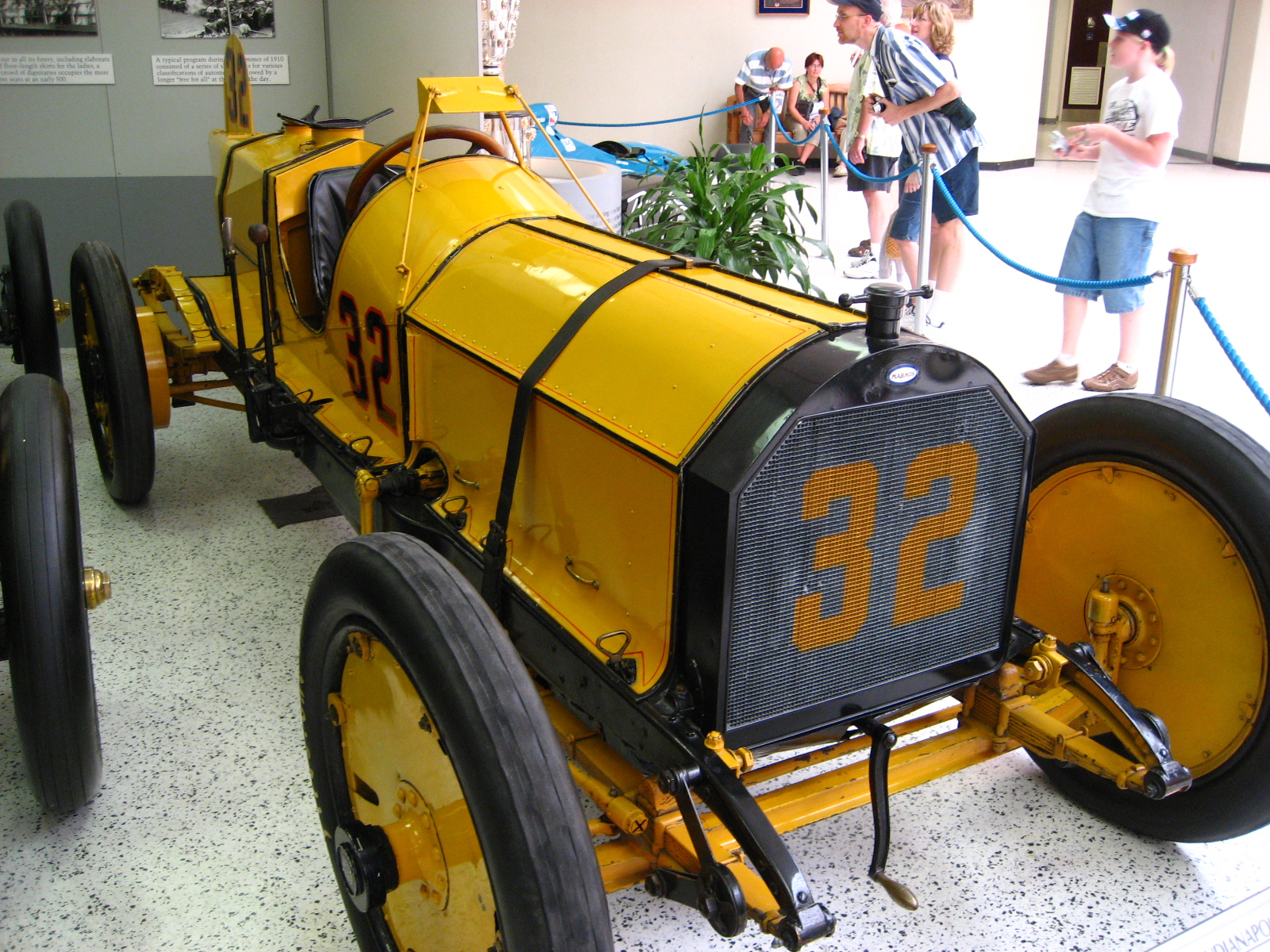
La Marmon 32 version Wasp d'Harroun (1re voiture à posséder un rétroviseur, ce qui fut ultérieurement interdit).

Il est surtout évoqué comme étant l'un des trois pilotes (ayant personnellement pris un relais de 80 milles en 35 tours de circuit, du 71e au 102e) à avoir eu un partenaire vainqueur des 500 miles d'Indianapolis sur le même véhicule lors de la même année de course (en l'occurrence Ray Harroun sur Marmon, pour la Nordyke & Marmon Company lors de la première édition en 1911), mais à la différence des deux autres binômes de 1924 et 1941, son nom n'est pas gravé sur le Borg-Warner Trophy. La même année 1911 il finit deuxième d'une autre course AAA à Santa Monica au mois d'octobre (le Dick Ferris Trophy), puis troisième en 1914 à Sioux City. Entre-temps il ne revint pas disputer l'Indy 500.
Il a effectué au total 11 courses d'importance nationale, en remportant trois et finissant aussi une fois deuxième et deux fois troisième, pour seulement quatre abandons.
Il disputa ultérieurement quelques courses motocyclistes, et il tint alors un magasin d'accessoires automobiles à Lebanon.

## Distinction
- Pennsilvania Sports Hall of Fame, au milieu des années 2000.